# Klatovy (huyện)
Huyện Klatovy (tiếng Séc: Okres Klatovy) là một huyện (okres) nằm trong vùng Plzeň của Cộng hòa Séc. Huyện Klatovy có diện tích 1939 km², dân số năm 2002 là 87680 người. Thủ phủ huyện đóng ở Klatovy. Huyện này có 95 khu tự quản.

## Các khu tự quản
Huyện Klatovy có 95 khu tự quản sau: